# يوسف بعلوج
يوسف بعلوج (من مواليد 1987)، هو كاتب وناشط ثقافي وإعلامي جزائري تحصل على 9 جوائز وطنية وعربية وأصدر 5 كتب، واشتغل في التلفزيون والمسرح والسينما والإعلام.

## من مؤلفاته
أصدر إلى الآن خمسة كتب:
- كان أوّلها «على جبينها ثورة وكتاب» (2011) (الذي ضمّ حوارات وريبورتاجات أنجزها في تونس ما بعد الثورة مع شخصيات ثقافية وسياسية).
- تلاه إصداره لكتب في المسرح وأدب الطفل مثل:
  - «إنقاذ الفزّاعة» (2014)
  - «سأطير يوماً ما» (2015)
  - «المظلة» (2017).

## الجوائز
- 2020 - فاز بالمرتبة الأولى لمسابقة القصة القصيرة للأطفال عن سيرة الرسول صلى الله عليه وسلم، التي نظمتها المؤسسة العامة للحي الثقافي «كتارا» بقطر.[3]
- 2020 - الدرع الفضي لمسابقة قنبر الدولية لأدب الطفل بالعراق.[4]
- 2019 - قائمة أفضل 20 نص في مسابقة النص المسرحي الموجه للكبار للهيئة العربية للمسرح بالإمارات العربية المتحدة.
- 2018 - فائز بالمركز الأول في مسابقة النص المسرحي الموجه للطفل للهيئة العربية للمسرح بالإمارات العربية المتحدة.
- 2015 - فائز بالمركز الأول لمسابقة القصة للمهرجان الدولي للأدب وكتاب الشباب بالجزائر.
- 2015 - تقدير في جائزة العودة لقصص الأطفال بفلسطين.
- 2014 - فائز بالمركز الأول لجائزة فنون وثقافة للقصة بالجزائر.
- 2014 - فائز بالمركز الثالث لجائزة رئيس الجمهورية في النص المسرحي بالجزائر.
- 2013 - فائز بالمركز الأول للجائزة العربية لقصص الأطفال لنادي الخيام بالجزائر.
- 2012 - فائز بالمركز الأول بجائزة الشارقة للإبداع العربي بالإمارات العربية المتحدة في أدب الطفل.

## وصلات خارجية
- صفحات كتبه على موقع كودريدرز